# Notivisión
Notivisión es el noticiero oficial y principal del canal de televisión  Red Uno, desde su creación en los 90' hasta la actualidad. En 2020 fue renombrado como ntv y luego, en 2022 se convirtiera en el acrónimo de ''Nosotros Te Valoramos''). 
Cuenta con trasmisiones originales únicamente para las ciudades del eje central (La Paz, Cochabamba y Santa Cruz), mediante señal VHF y TDT. El resto del país (incluidos cableoperadores) toma la señal de la trasmisión de Santa Cruz.
En eventos especiales (como las ferias internacionales Feicobol o la Fexco de Cochabamba) suele transmitir en vivo, con un set armado desde Cochabamba.